# SPC-1000
SPC-1000 — первый персональный компьютер на базе центрального процессора Z80, произведённый Samsung.

## Описание
Был разработан в Южной Корее, имелся встроенный язык программирования HuBASIC (диалект BASIC), написанный компанией Hudson Soft в Японии. Компьютер оснащён процессором Z80A с тактовой частотой 4 МГц и 64 КБ оперативной памяти. Имелся встроенный кассетный магнитофон, но также возможна поддержка дисководов, что позволяло использовать операционную систему CP/M. Изображение выводилось при помощи AMI S68047 (похожего на Motorola 6847), имелись псевдографика в 9 цветах, режимы 128 × 192 в 4 цветах или 256 × 192 в 2 цветах, а звук обрабатывался чипом AY-3-8910 (трёхголосным на восемь октав). Применялся, в основном, в сфере образования. Для этого компьютера было выпущено порядка ста наименований программного обеспечения, среди которых ряд компьютерных игр.